# Tavolníkovec jeřábolistý

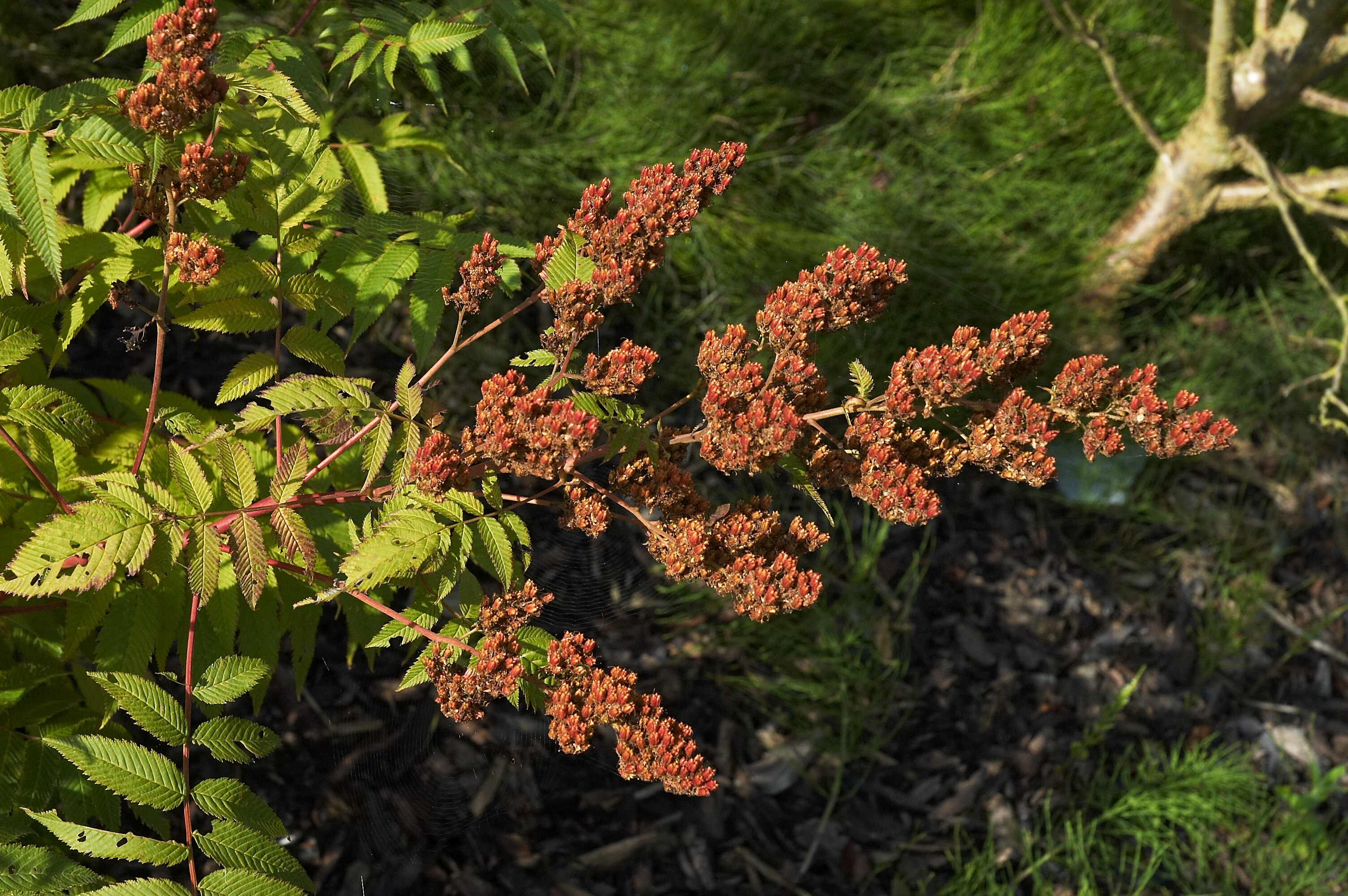
Tavolníkovec jeřábolistý s plody

Tavolníkovec jeřábolistý (Sorbaria sorbifolia) je nepříjemně páchnoucí rostlina nápadná bílými květy, někdy je pěstovaná pro ozdobné účely, ale může se stát nepříjemným plevelem.

## Synonyma
- Schizonotus sorbifolius (L.) Lindl.
- Sorbaria sorbifolia var. stellipila Maxim.
- Spiraea sorbifolia L.[2]

## Popis
Tavolníkovec jeřábolistý je opadavý keř 2–3 m vysoký, se vzpřímenými kmínky a hnědými, lysými nebo jemně chlupatými letorosty. Rozrůstá se podzemními výběžky. Pupeny jsou purpurově hnědé, vejcovité, lysé, listy bývají lichozpeřené, jednotlivé lístky jsou kopinaté a dvakrát pilovité.
Květy jsou bělokrémové, kvete v červnu a červenci ve vzpřímených latách 10–35 cm dlouhých. Květy nevoní.
Plodem je měchýřek, 4–6 mm dlouhý s četnými semeny. Má vysokou krycí schopnost na všech druzích půd a roční přírůstek až 60 cm. Je mrazuvzdorný, nejsnáze se množí dělením a dožívá se cca 30 let.

## Původ
Východní Sibiř, Čína, do Evropy přivezen koncem 18. století.

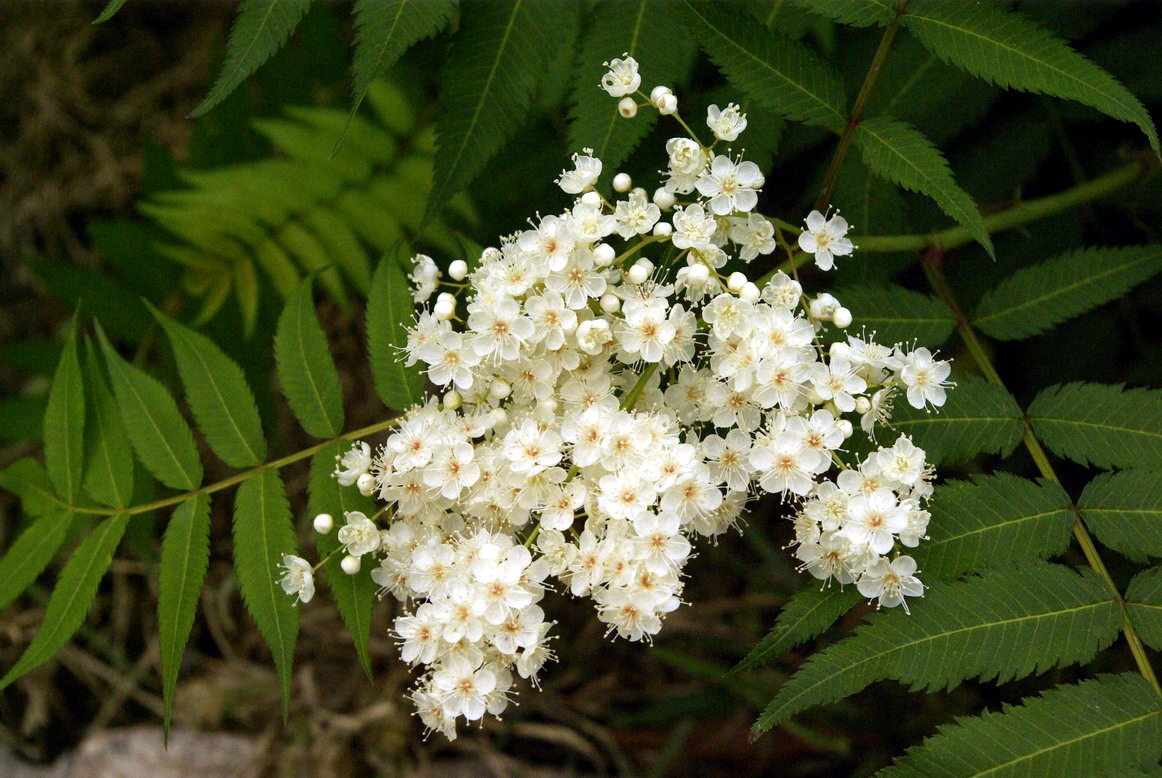
Tavolníkovec jeřábolistý, detail květenství

## Pěstování
Tavolníkovec roste nejraději na výsluní, ale snese i zastínění. Na půdu není náročný, daří se mu i v náročných podmínkách a snese i sucho.
Brzy raší a pozdní mrazíky jej mohou poškodit. Proto je doporučeno zakrýt spodní část keře listy, nebo větvemi jehličnanů.

## Rizika
Tavolníkovec jeřábolistý je považovaný za středně nebezpečný invazivní druh.